# Pacificateur (navire, 1811)
Pour les articles homonymes, voir Pacificateur (homonymie).
Le Pacificateur est un navire de ligne de 80 canons de classe Bucentaure de la Marine impériale française, lancé en 1811. Il est conçu par l'ingénieur Jacques-Noël Sané, surnommé le « Vauban de la marine ». Il est le premier navire à subir des dommages causés par les obus Paixhans, lors des tirs d'essai des canons-obusiers Paixhans.

## Carrière
Mis en service à Anvers en 1814, le Pacificateur reste ancré à l'entrée de la rade pour la protéger jusqu'à la Restauration. En septembre 1814, il arrive à Brest, où il reste jusqu'à sa destruction, en 1824.
En janvier 1824, le Pacificateur est utilisé comme navire cible pour tester les nouveaux canon-obusiers de 22 cm inventés par Henri-Joseph Paixhans. Les parois en bois du Pacificateur subissent des dommages dévastateurs dus à l'obus explosif, ce qui déclenchera le déclin des navires de guerre en bois et la montée des cuirassés.